# سیارک ۸۷۶۰
سیارک ۸۷۶۰ (به انگلیسی: 8760 Crex، نامگذاری:1081T-1) هشت هزار و هفتصد و شصتمین سیارک کشف شده‌است که در ۲۵ مارس ۱۹۷۱ کشف شد.
قدر مطلق سیارک برابر ۱۳٫۳۰ است.